# Ellanda
Ellanda is een plaats in de gemeente Växjö in het landschap Småland en de provincie Kronobergs län in Zweden. De plaats heeft 63 inwoners (2005) en een oppervlakte van 18 hectare. Ellanda ligt in een open plek met landbouwgrond, die wordt omsloten door bos en wat moerasachtig gebied, ook liggen vrij dicht bij de plaats verschillende meren. De stad Växjö ligt zo'n tien kilometer ten noordoosten van het dorp.